# Nous étions un seul homme
Pour plus de détails, voir Fiche technique et Distribution.
Nous étions un seul homme est un film français réalisé par Philippe Vallois, sorti en 1979.

## Synopsis
En 1943, dans une forêt du Lot-et-Garonne, Guy, un jeune forestier français, recueille un soldat allemand blessé, Rolf. N'ayant pas connu ses parents, Guy développe une relation ambiguë et protectrice envers ce jeune ennemi. Une fois rétabli, Rolf est retenu par Guy, dans une cohabitation où naissent des liens intimes de plus en plus forts. Peu à peu, leur relation dépasse l’amitié, dans un contexte de guerre, de secret, de désir et de rejet des conventions.

## Distribution
- Serge Avédikian : Guy
- Piotr Stanislas : Rolf
- Catherine Albin : Jenone

## Fiche technique
- Titre original : Nous étions un seul homme
- Réalisation : Philippe Vallois
- Scénario : Philippe Vallois, Anne Roumeguère, Rolf Schultz
- Musique : Jean-Jacques Ruhlmann
- Production : Les Films de l'Écluse
- Pays d’origine :  France
- Langue originale : français
- Format : Couleur – 35 mm
- Genre : Drame sentimental
- Durée : 91 minutes

## Analyse
Le film s’inscrit dans une veine intimiste et audacieuse pour son époque, abordant sans détour la naissance d’un amour homosexuel dans un cadre historique marqué par la Seconde Guerre mondiale. À la fois récit de survie, de désir et de transgression des identités nationales et sexuelles, Nous étions un seul homme est parfois vu comme une œuvre pionnière dans la représentation de l’homosexualité masculine au cinéma français,.

## Accueil
Bien que resté relativement confidentiel lors de sa sortie, le film a été redécouvert dans les années 2000 par des festivals de cinéma LGBT et salué pour son approche sensible et avant-gardiste. Il est aujourd’hui considéré comme un film culte dans certains cercles cinéphiles.